# Aasáx
L'aasáx (asax, asax, assa, afoku, aramanik, lamanik) és una llengua cuixítica meridional. Era la llengua dels assa, un poble nòmada de l'estepa central massai. L'àrea lingüística és molt reduïda i se situa a la Tanzània septentrional, concretament a la regió d'Arusha. Ha estat estudiada pel lingüista Christopher Winter.

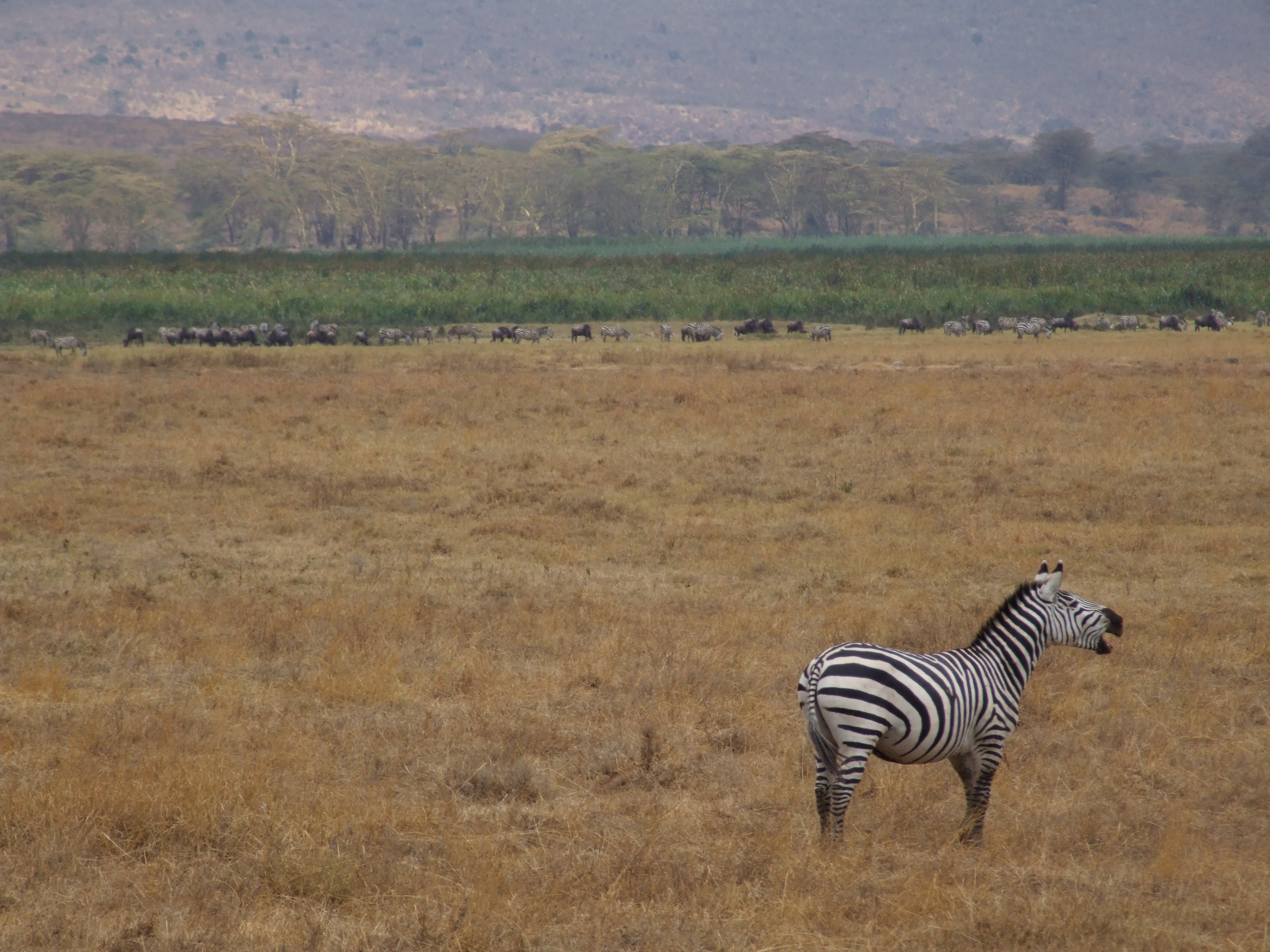
Paisatge de l'estepa on viuen els assa

## Sociolingüística
Tanzània és un país multilingüe. Encara que la llei no estableixi cap llengua oficial, la supremacia de l'anglès i del suahili ha permès superar les barreres de la comunicació. Aquestes llengües, però, es posen per damunt de les altres en la majoria dels àmbits. La llengua vehicular de l'escola és el suahili.
La convivència amb la gran quantitat de llengües veïnes és molt difícil. Els assa són un poble pastor que té diversos tractes comercials amb els massais. Així mateix, la pressió del maa, la llengua dels massais, ha estat important des del segle xix i l'aasáx ha estat greument amenaçat per la dependència econòmica dels assa respecte als massai, la llengua dels quals és el vehicle d'intercomunicació entre ambdues ètnies. Llur absorció cultural dins els grups veïns bantus va ser una altra causa del declivi de l'aasáx. Finalment, els assa van infravalorar la seva llengua i en van aturar la transmissió intergeneracional.

## Extinció posada en dubte
Kimíndet ole Kiyang'ú va fer d'informant a Christopher Winter durant les seves investigacions sobre l'assáx. Tots els parlants de la llengua van anar desapareixent, i Kimíndet ole Kiyang'ú en va esdevenir el darrer. El 1976 va morir a l'edat de vuitanta-vuit anys i el lingüista va donar per acabats els seus treballs.
Més tard, es van aixecar rumors que es continua parlant a l'altra banda de l'estepa, algunes fonts asseguren haver-ho comprovat. Així mateix, un sondeig realitzat l'any 1999 assegurava que encara 350 persones parlaven l'aasáx amb fluïdesa.
Així doncs, la gran incògnita de l'aasáx continua en peu. Una hipòtesi considerada és que l'aasáx va ser substituït pel maa i ja no es parla. Sembla que el maa dels assa és molt particular perquè conserva força paraules de l'antic aasáx i potser és aquest fet el que ha fet pensar els observadors externs que l'aasáx és una llengua viva.